# Katarina Barruk

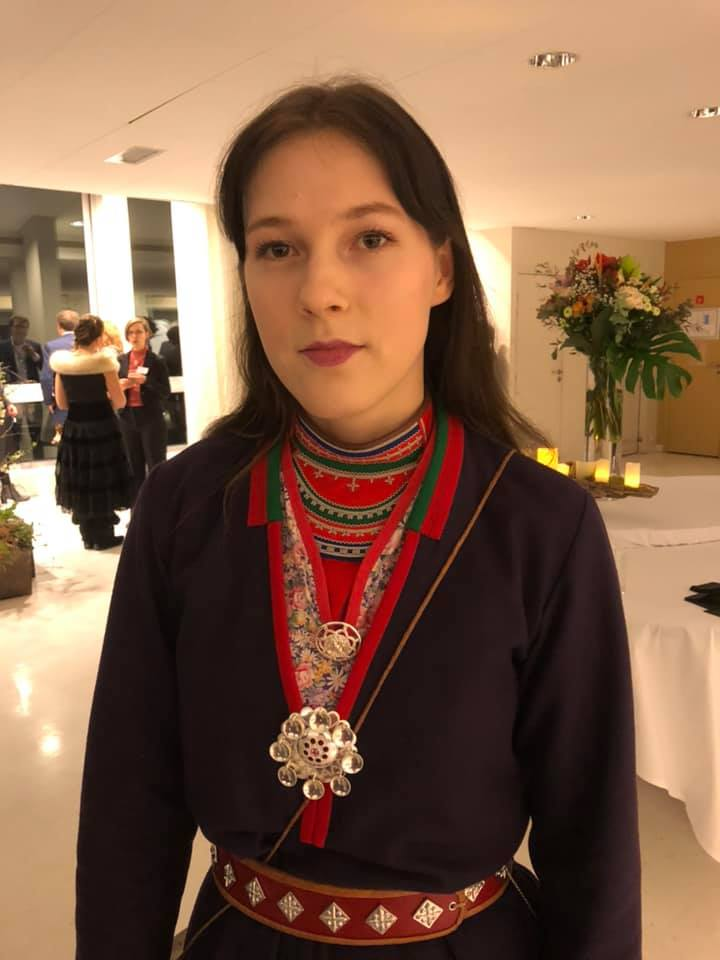
Katarina Barruk (2019)

Katarina Barruk (* 5. Dezember 1994 in Lusspie (schwedisch Storuman) in Schweden) ist eine samisch-schwedische Singer-Songwriterin und Komponistin. Sie singt in umesamischer Sprache, die nur noch von 20 bis 100 Personen gesprochen wird.

## Leben
Barruk wurde 1994 in der schwedischen Gemeinde Storuman geboren und spricht fließend Umesamisch. Von 2010 an erhielt sie eine dreijährige musikalische Ausbildung an der Midgårdsschule in Umeå. Dort fand sie auch Mitglieder für eine Band. Sie unterrichtete auch Umesamisch bei der Vereinigung Algguogåhtie.
Barruk wurde 2012 während des samischen Festivals Riddu Riđđu als „Junge Künstlerin des Jahres“ ausgezeichnet und erhielt im folgenden Jahr, während der Samischen Woche (Samiska Veckan) in Umeå, den Jugendpreis des Jahres. Sie arbeitete unter anderem mit dem norwegischen Musiker und Produzenten Frode Fjellheim zusammen, der selbst einen südsamischen Hintergrund hat. Im Herbst 2015 veröffentlichte sie ihr Debütalbum Báruos.
Barruk schreibt Texte in Umesami und komponiert Musik, in der sie modernen Gesang mit traditionellem Joik kombiniert. Sie gibt Konzerte in den nordischen Ländern und spielt auch Klavier. 2024 trat sie beim jährlich stattfindenden Musikfestival Polarjazz in Longyearbyen auf Spitzbergen auf.

## Diskografie
- 2015: Báruos (Album)
- 2017: Golbma Jiena mit Marja Mortensson und Elina Mikalsen
- 2022: Ruhttuo (englischer Titel: Boreal Forest).